# Sitiveni Rabuka
Sitiveni Rabuka, född 13 september 1948 i Nakobo på Vanua Levu, var regeringschef på Fiji 2 juni-19 maj 1999 och president 7 oktober-5 december 1987.